# Тамсвег (округ)

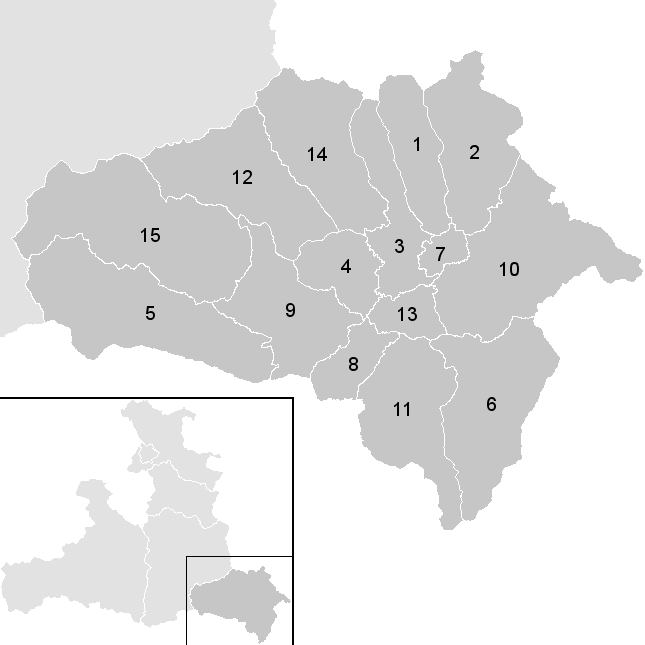
Адміністративний поділ Тамсвегу

Тамсвег (нім. Bezirk Tamsweg, на баварському діалекті Lungau) — округа у Австрії. Центр округи — місто Тамсвег. Округа входить до складу федеральної землі Зальцбург. Займає площу 1019,65 км2. Населення 20437 чоловік (2023 рік). Щільність населення 20 чоловік/км2.

## Громади
Округа складається з 15 муніципалітетів (громад), з яких три мають статус ярмаркових громад (містечок):

### Ярмаркові громади
1. Маутерндорф
2. Ст.-Міхель
3. Тамсвег

### Громади
1. Геріах
2. Лесах
3. Маріапфар
4. Мур
5. Рамінгштайн
6. Ст.-Андре
7. Ст.-Маргаретен
8. Томаталь
9. Твенг
10. Унтернберг
11. Вайспріах
12. Цедерхаус

## Населення
| Рік       | 1869  | 1880  | 1890  | 1900  | 1910  | 1923  | 1934  | 1939  | 1951  | 1961  | 1971  | 1981  | 1991  | 2001  | 2011  | 2021  |
| Населення | 13009 | 12868 | 12417 | 12974 | 14054 | 13785 | 14419 | 14283 | 16558 | 17519 | 19116 | 20106 | 20622 | 21283 | 20902 | 20118 |